# Hill-Marta Solberg
Hill-Marta Solberg (født 12. november 1951 i Sortland) er en norsk politiker (A). Hun blev valgt til Stortinget fra Nordland i 1993. Hun var socialminister Regeringen Gro Harlem Brundtland III og Regeringen Thorbjørn Jagland. Solberg var borgmester i Sortland fra 1987 til 1993. 2000–2001 og 2005–2009 var hun parlamentarisk leder for Arbeiderpartiets stortingsgruppe.
I januar 2007 offentliggjorde hun at hun ikke ville stille til genvalg som næstformand i Arbeiderpartiet. Helga Pedersen blev på landsmødet samme år valgt som ny næstformand. 

## Ekstern henvisning
- Stortinget.no – Biografi